# DNA (Koda Kumi)
DNA è il quindicesimo album in studio della cantante giapponese Koda Kumi, pubblicato nel 2018.

## Tracce
1. Introduction ~My music is designed from my DNA~ – 1:27
2. HUSH – 3:50
3. Dangerous – 3:57
4. Watch Out!! ~DNA~ – 3:03
5. ScREaM – 3:44
6. Chances All – 3:57
7. Aenaku Naru Kurai Nara (会えなくなるくらいなら / If I Can't Meet You) – 4:15
8. Haircut – 2:45
9. Guess Who Is Back – 3:26
10. HOT HOT – 2:50
11. Kokoro Kara i love u (心から / Sincerely) – 5:29
12. Work That – 2:56
13. Pin Drop – 3:30